# Merrionette Park (Illinois)
Merrionette Park es una villa ubicada en el condado de Cook en el estado estadounidense de Illinois. En el Censo de 2010 tenía una población de 1900 habitantes y una densidad poblacional de 1.956,25 personas por km².

## Geografía
Merrionette Park se encuentra ubicada en las coordenadas 41°40′52″N 87°42′4″O / 41.68111, -87.70111. Según la Oficina del Censo de los Estados Unidos, Merrionette Park tiene una superficie total de 0.97 km², de la cual 0.97 km² corresponden a tierra firme y (0%) 0 km² es agua.

## Demografía
Según el censo de 2010, había 1900 personas residiendo en Merrionette Park. La densidad de población era de 1.956,25 hab./km². De los 1900 habitantes, Merrionette Park estaba compuesto por el 82.68% blancos, el 10.05% eran afroamericanos, el 0.11% eran amerindios, el 1% eran asiáticos, el 0.16% eran isleños del Pacífico, el 4% eran de otras razas y el 2% pertenecían a dos o más razas. Del total de la población el 12.05% eran hispanos o latinos de cualquier raza.